# Wanderers Special Club
El Wanderers Special Club fue una franquicia de fútbol de Nueva Zelanda compuesta por jugadores de la selección neozelandesa Sub-20 que jugaba en la primera división del país. Fue fundada el 10 de mayo de 2013 para ingresar en la liga en reemplazo del YoungHeart Manawatu, que había perdido su plaza. Fue el primer equipo que entró a dicha competición después de los ocho conjuntos fundadores. En 2015, una vez disputada la Copa Mundial Sub-20 perdió su razón de ser y fue disuelto.

## Historia

### Antecedentes
A mediados de 2012 la Asociación de Fútbol de Nueva Zelanda comenzó a considerar necesario un cambio de equipos en la ASB Premiership, máxima liga del país, que hacía ocho años contaba con los mismos equipos. Tras la temporada 2012/13, se decidió revocar la plaza del YoungHeart Manawatu que por tercer año consecutivo había ocupado el último lugar, sumando 13 puntos en 42 partidos.

### Creación del Wanderers
A pesar de contar con numerosos proyectos de franquicias, el mayor organismo de fútbol neozelandés decidió no ampliar el número de participantes y añadir como reemplazante del YoungHeart a la selección neozelandesa Sub-20, así como un año antes un combinado de la Isla Norte Sub-17 había ingresado a la ASB Youth League y había sido relativamente exitoso. Una de las razones que dio New Zealand Football para el apoyo de esta medida fue la idea de incrementar el nivel de Nueva Zelanda en esa categoría para la Copa Mundial Sub-20 de 2015, que tuvo lugar en el país.
En la primera temporada el club terminó en la última posición con tan solo cinco puntos en 14 partidos. El único partido ganado por el Wanderers fue un 3-0 ante el Hawke's Bay United que había terminado como victoria para el equipo de Napier, pero fue contado como ganado por los Junior All Whites por un error en el registro de un jugador realizado por el Hawke's. En el siguiente torneo obtuvo cinco victorias, dos empates y nueve derrotas en 16 partidos jugados, llegando inclusive a estar en posición de clasificación a los playoffs en varias ocasiones. Una vez finalizado el campeonato mundial de la categoría, el Wanderers fue disuelto.

## Datos del club
- Temporadas en Campeonato de Fútbol: 2
- Mejor puesto en la fase regular: 7.º (2014/15)
- Peor puesto en la fase regular: 8.º (2013/14)
- Mejor puesto en los playoffs: Nunca se clasificó
- Mayor goleada conseguida:
  - En campeonatos nacionales: 4-1 vs. Canterbury United (2014/15)
- Mayor goleada recibida:
  - En campeonatos nacionales: 1-6 vs. Waitakere United (2013/14)

## Jugadores

### Goleadores y jugadores con más presencias
| # | Jugador            | Años                    | Goles (PJ) | Promedio de gol |
| - | ------------------ | ----------------------- | ---------- | --------------- |
| 1 | Andre de Jong      | 2013 - 2015             | 6 (29)     | 0,20            |
| 2 | Judd Baker         | 2013 - 2015             | 4 (14)     | 0,28            |
| 3 | Clayton Lewis      | 2014 - 2015             | 3 (11)     | 0,27            |
| 4 | Stuart Holthusen   | 2013 - 2014 2014 - 2015 | 3 (14)     | 0,21            |
| 5 | Elijah Neblett     | 2013 - 2015             | 2 (7)      | 0,28            |
| 6 | Michael den Heijer | 2013 - 2014             | 2 (13)     | 0,15            |

| # | Nombre          | Carrera                 | Partidos | Goles |
| - | --------------- | ----------------------- | -------- | ----- |
| 1 | Andre de Jong   | 2013 - 2015             | 29       | 6     |
| 2 | Deklan Wynne    | 2013 - 2015             | 26       | 0     |
| 3 | Adam Mitchell   | 2013 - 2015             | 23       | 2     |
| 4 | Brock Messenger | 2013 - 2014 2014 - 2015 | 20       | 2     |
| 5 | Finn Cochran    | 2013 - 2015             | 19       | 2     |
| 6 | Nick Sugden     | 2013 - 2015             | 17       | 1     |

## Entrenadores
Desde su fundación en 2013 hasta su desaparición en 2015, el equipo fue dirigido por el técnico de la selección neozelandesa Sub-20, el inglés Darren Bazeley.